# Đảng ủy Bộ Giáo dục và Đào tạo Đảng Cộng sản Việt Nam
Đảng ủy Bộ Giáo dục và Đào tạo hay còn được gọi là Ban chấp hành Đảng bộ Bộ Giáo dục và Đào tạo là cấp ủy trực thuộc Đảng bộ Chính phủ của Đảng Cộng sản Việt Nam. Đây cơ quan lãnh đạo cao nhất của Đảng bộ Bộ Giáo dục và Đào tạo giữa hai nhiệm kỳ Đại hội, có chức năng lãnh đạo, kiểm tra, giám sát các tổ chức cơ sở đảng trực thuộc phát huy vai trò hạt nhân chính trị, lãnh đạo cán bộ đảng viên và cán bộ, công chức, viên chức, người lao động chấp hành Cương lĩnh chính trị, Điều lệ, nghị quyết, chỉ thị của Đảng, chính sách, pháp luật của Nhà nước, nghị quyết của cấp ủy cấp trên, của Đảng ủy, bảo đảm hoàn thành tốt nhiệm vụ chính trị của Ngành, của cơ quan đơn vị. Xây dựng Đảng bộ trong sạch vững mạnh gắn với xây dựng chính quyền và các đoàn thể trong cơ quan Bộ Giáo dục và Đào tạo vững mạnh.

## Chức năng nhiệm vụ
Đảng bộ Bộ Giáo dục và Đào tạo trực thuộc Đảng bộ Chính phủ có chức năng lãnh đạo, kiểm tra, giám sát các tổ chức cơ sở đảng trực thuộc phát huy vai trò hạt nhân chính trị, lãnh đạo đảng viên và cán bộ, công chức, viên chức, người lao động chấp hành Cương lĩnh chính trị, Điều lệ Đảng, đường lối, chủ trương của Đảng, chính sách, pháp luật của Nhà nước, nghị quyết của cấp ủy cấp trên, bảo đảm hoàn thành tốt nhiệm vụ chính trị của cơ quan, đơn vị; Xây dựng đảng bộ, chi bộ trong sạch, vững mạnh gắn với xây dựng chính quyền và các đoàn thể trong cơ quan, đơn vị vững mạnh.
Đảng bộ Bộ Giáo dục và Đào tạo có nhiệm vụ lãnh đạo thực hiện nhiệm vụ chính trị; Lãnh đạo công tác chính trị, tư tưởng; Tham gia công tác tổ chức, cán bộ; Xây dựng tổ chức đảng; Lãnh đạo các đoàn thể quần chúng;
Đảng bộ Bộ Giáo dục và Đào tạo được thực hiện các quyền của cấp ủy cấp trên trực tiếp tổ chức cơ sở đảng theo quy định của Điều lệ Đảng và quy định của Ban Chấp hành Trung ương; được quyết định thành lập, giải thể, chia tách, sáp nhập, kiện toàn các tổ chức đảng trực thuộc; chỉ định, chuẩn y cấp ủy, ủy ban kiểm tra; phát thẻ, quản lý thẻ đảng viên, công nhận đảng viên chính thức; quyết định kết nạp lại đảng viên sau khi được Ban Thường vụ Đảng ủy Chính phủ đồng ý bằng văn bản; ủy quyền cho đảng ủy cơ sở quyết định kết nạp, khai trừ đảng viên khi có đủ điều kiện; quyết định về khen thưởng, kỷ luật đảng viên theo quy định

## Tổ chức
- Văn phòng
- Ban Tổ chức
- Ban Tuyên giáo và Dân vận
- Uỷ ban Kiểm tra
- Các Đảng ủy, chi ủy trực thuộc

## Đảng ủy hiện nay
| Ban Thường vụ Đảng ủy Bộ Giáo dục và Đào tạo nước Cộng hòa xã hội chủ nghĩa Việt Nam | Ban Thường vụ Đảng ủy Bộ Giáo dục và Đào tạo nước Cộng hòa xã hội chủ nghĩa Việt Nam | Ban Thường vụ Đảng ủy Bộ Giáo dục và Đào tạo nước Cộng hòa xã hội chủ nghĩa Việt Nam | Ban Thường vụ Đảng ủy Bộ Giáo dục và Đào tạo nước Cộng hòa xã hội chủ nghĩa Việt Nam | Ban Thường vụ Đảng ủy Bộ Giáo dục và Đào tạo nước Cộng hòa xã hội chủ nghĩa Việt Nam | Ban Thường vụ Đảng ủy Bộ Giáo dục và Đào tạo nước Cộng hòa xã hội chủ nghĩa Việt Nam |
| Đảng bộ Bộ Giáo dục và Đào tạo 2020-2025                                             | Đảng bộ Bộ Giáo dục và Đào tạo 2020-2025                                             | Đảng bộ Bộ Giáo dục và Đào tạo 2020-2025                                             | Đảng bộ Bộ Giáo dục và Đào tạo 2020-2025                                             | Đảng bộ Bộ Giáo dục và Đào tạo 2020-2025                                             |                                                                                      |
| Thứ tự                                                                               | Tên                                                                                  | Chức vụ Đảng                                                                         | Chức vụ Nhà nước                                                                     | Ghi chú                                                                              |                                                                                      |
| ------------------------------------------------------------------------------------ | ------------------------------------------------------------------------------------ | ------------------------------------------------------------------------------------ | ------------------------------------------------------------------------------------ | ------------------------------------------------------------------------------------ | ------------------------------------------------------------------------------------ |
| 1                                                                                    | Nguyễn Kim Sơn                                                                       | Bí thư Đảng ủy                                                                       | Bộ trưởng Bộ Giáo dục và Đào tạo                                                     | [ 4 ]                                                                                |                                                                                      |
| 2                                                                                    | Phạm Ngọc Thưởng                                                                     | Phó Bí thư thường trực Đảng ủy                                                       | Thứ trưởng Bộ Giáo dục và Đào tạo                                                    |                                                                                      |                                                                                      |
| 3                                                                                    | Nguyễn Viết Lộc                                                                      | Phó Bí thư chuyên trách Đảng ủy                                                      | Vụ trưởng Vụ Tổ chức cán bộ                                                          |                                                                                      |                                                                                      |
| 4                                                                                    | Nguyễn Văn Phúc                                                                      | Chủ nhiệm Ủy ban Kiểm tra Đảng ủy                                                    | Thứ trưởng Bộ Giáo dục và Đào tạo                                                    |                                                                                      |                                                                                      |
| 5                                                                                    | Hoàng Minh Sơn                                                                       |                                                                                      | Thứ trưởng Bộ Giáo dục và Đào tạo                                                    |                                                                                      |                                                                                      |